# Roßhohn
Roßhohn ist ein Ortsteil der Gemeinde Much im Rhein-Sieg-Kreis.

## Lage
Roßhohn liegt auf den Hängen des Bergischen Landes nördlich von Much. Nachbarorte sind Heinenbusch im Norden und Oberwahn im Osten. Roßhohn ist über die Bundesstraße 56 erreichbar und grenzt unmittelbar an den Mucher Golfplatz „Overbach“.

## Geschichte
Roßhohn wurde 1559 als Roißhon erstmals urkundlich erwähnt.
1901 hatte der Weiler 43 Einwohner. Verzeichnet waren die vier Haushalte Joh. Martin Ludwig, Adolf Steinbach sowie Anna und Franz Adolf Trömpert. Alle waren Ackerer.

## Dorfleben
1907 gab es bereits einen Theaterverein Germania. Im Dorf gibt es einen jährlichen Maibaum und man beteiligt sich am Erntedankfest Much.